# Ardooie
Ardooie is een plaats en gemeente in de Belgische provincie West-Vlaanderen. Het dorp ligt 7 kilometer ten noordoosten van de stad Roeselare. De gemeente telt ruim 9.000 inwoners, Ardooienaars genoemd.

## Geschiedenis
Einde 19e eeuw werden door baron Gillès de Pélichy een aantal voorwerpen uit het neolithicum aangetroffen.
De plaats is in 847 vermeld als Hardoga: in territorio Menap quod nunc Mempiscum appellant Rollare, Hardoga, Cokenlare ... (Recueil des actes de Charles II le Chauve, roi de France, uitg. Ferdinand Lot, 1943, nr. 92), later (H)ardoye genoemd. Er zou toen al een kerkje zijn geweest.
Tijdens het feodale tijdperk waren er diverse heerlijkheden in het gebied, de belangrijkste heerlijkheid was oorspronkelijk in handen van de familie Van Ardoye. Einde 13e eeuw kwam zij door huwelijk in handen van de familie Van Lichtervelde. Vanaf 1431 tot in de 17e eeuw Van Claerhout, vanaf 1620  De Bryarde, De Thiennes, De Houchin vanaf ongeveer 1740 en De Jonghe d'Ardoye vanaf 1773.
In 1572 had de kerk te lijden van beeldenstormers, maar deze werden verjaagd. In 1578 werd Ardooie dan weer belaagd door de Malcontenten, wat leidde tot gedwongen inkwartiering, plunderingen en vlucht van een deel der bevolking.
In 1624 werd een passie-ommegang opgericht in het dorp, waarvan nog één statie bewaard bleef, de kruiswegstatie.
In de 18e eeuw was de linnenweverij een belangrijke broodwinning voor enkele honderden wevers. Ook in de 19e eeuw waren er veel thuiswevers. Omstreeks 1840 stortte deze nijverheid in, maar in 1880 werd in het gehucht Tasse een industriële weverij opgericht, van de familie De Bal. Vanaf 1880 werd overgeschakeld van graan en vlas naar veeteelt, aardappelen en cichorei.
Begin 20e eeuw ontstonden meerdere industriële bedrijven: schoenfabrieken, een pettenfabriek, weverij en vlasverwerkend bedrijf, een maalderij, brouwerijen, een zuivelfabriek en een metaalbedrijf.
Tijdens de Eerste Wereldoorlog, vooral in 1918, werd het dorp zwaar getroffen. Onder meer de kerk werd door de terugtrekkende Duitsers opgeblazen.

#### Tweede Wereldoorlog
Op 26 mei 1940 bombardeerden de Duitsers de Sint-Martinuskerk waarna ze in vlammen opging. De gemeente werd op 27 mei 1940 bezet door het Duitse leger en bevrijd op 8 september 1944 door de 1e Poolse Pantserdivisie. In de speciale Nacht und Nebel-concentratiekampen werd minstens één weerstander uit de gemeente ter dood gebracht door onthoofding. De slachtoffers worden herdacht op het Ardooise Oorlogsmonument.

### Naoorlogse tijd
Van 1950-1970 vond opnieuw een omschakeling plaats. Cichorei en tabak verdwenen. Intensieve veehouderij en vooral tuinbouw kwamen ervoor in de plaats. Er ontstonden ook industriële verwerkers van tuinbouwproducten.
In 1977 fuseerde Ardooie met Koolskamp tot de fusiegemeente Ardooie.

Wapen van Ardooie
Vlag van Ardooie

## Kernen
Naast Ardooie ligt de deelgemeente Koolskamp. Op het grondgebied ligt nog een dorp en een gehucht. Het dorp Tasse (III) (De Tassche) ligt een tweetal kilometer ten westen van het dorpscentrum, op de grens met de stad Roeselare. Het sluit meer aan op de stedelijke invloedssfeer van Roeselare dan op het dorpscentrum van Ardooie. In het oosten ligt een klein deel van het dorp Sneppe (IV) (beter gekend als 't Veld). Dit dorp ligt grotendeels in de buurgemeente Meulebeke. Een deel van de bebouwing ligt in Ardooie. Een derde, en meestal vergeten kern is De Kortekeer. Dit ligt op de verbindingsweg tussen Koolskamp en Beveren. Ondanks dat het grondgebied Ardooie is, is er geen rechtstreekse verbindingsweg met het centrum van Ardooie.
| # | Naam           | Opp. (km²) | Inwoners (2020) | Inwoners per km² | NIS-code |
| - | -------------- | ---------- | --------------- | ---------------- | -------- |
| 1 | Ardooie (I)    | 24,41      | 6 809           | 279              | 37020A   |
| 2 | Koolskamp (II) | 10,52      | 2 268           | 216              | 37020B   |

Ardooie grenst aan volgende dorpen en gemeenten:
- a. Lichtervelde (gemeente Lichtervelde)
- b. Zwevezele (gemeente Wingene)
- c. Egem (gemeente Pittem)
- d. Pittem (gemeente Pittem)
- e. Meulebeke (gemeente Meulebeke)
- f. Emelgem (stad Izegem)
- g. Kachtem (stad Izegem)
- h. Roeselare (stad Roeselare)
- i. Beveren (stad Roeselare)

### Kaart

Ardooie, deelgemeenten en buurgemeenten. De gele gebieden zijn bebouwde kernen.

## Bezienswaardigheden

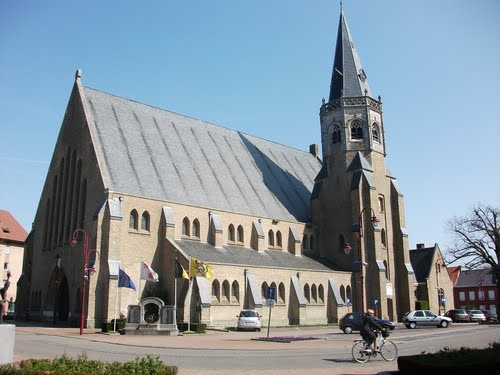
Sint-Martinuskerk

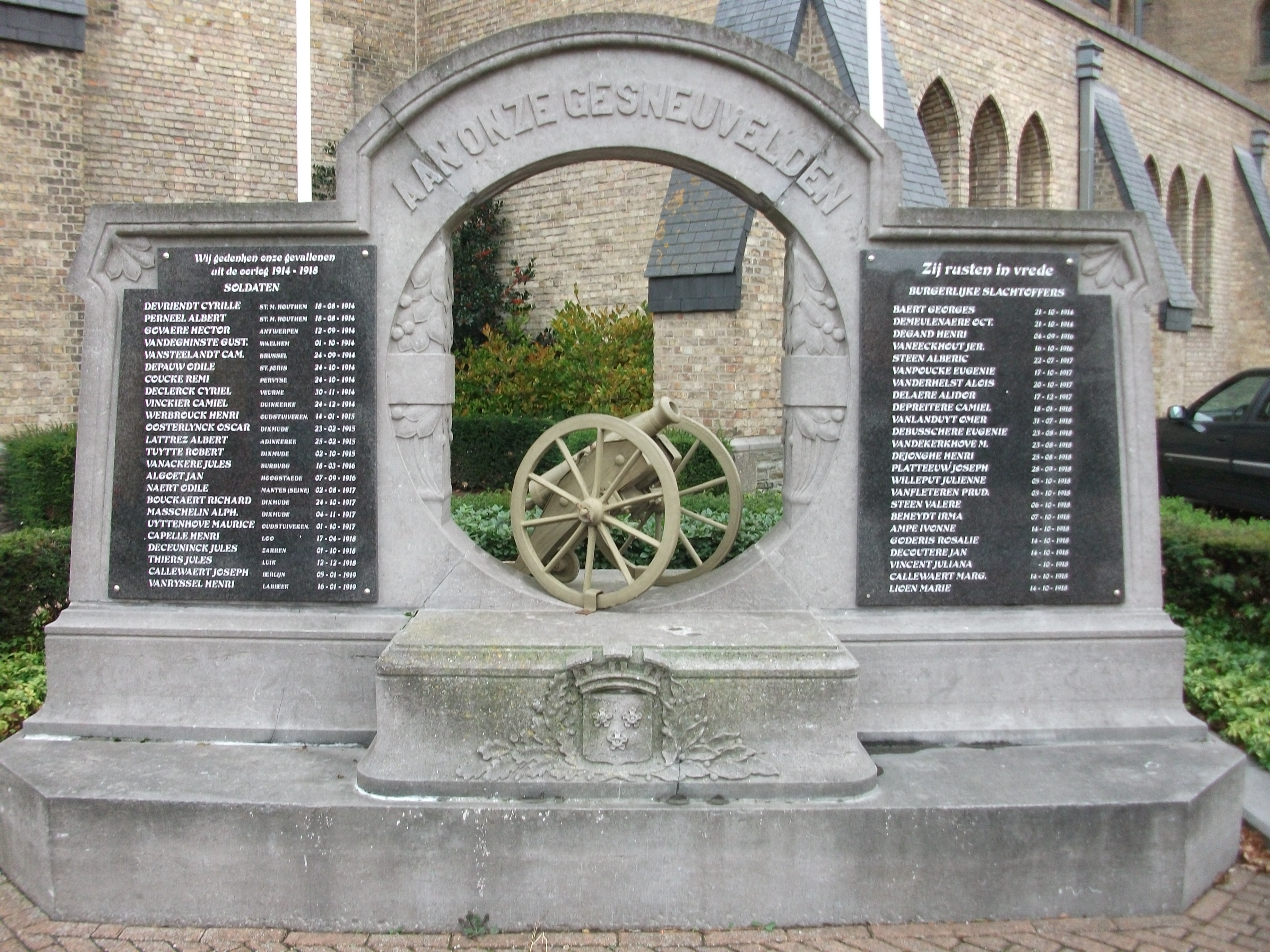
Monument 'Aan onze gesneuvelden' voor de burgerlijke en militaire slachtoffers uit Ardooie in beide Wereldoorlogen

- de gotische kerktoren van de Sint-Martinuskerk, sedert 1939 een beschermd monument.
- Kruiswegstatie De Kruisafneming.
- het herenhuis de Mûelenaere, tegenwoordig bibliotheek. Omstreeks 1830 bouwde Charles Van Dorpe, oudgediende in het leger van Napoleon en chirurgijn, dit herenhuis. Hij liet dit classicistische gebouw over aan zijn neef Conrad de Mûelenaere. Na zijn overlijden betrok zijn zoon, dokter Georges de Mûelenaere de woning, woonde er tot zijn dood en oefende er zijn praktijk uit. Sinds eind 1991 heeft de bibliotheek in dit beschermde gebouw zijn intrek genomen. De omwalling van de tuin is opengebroken, en vormt sedert 2005 het Mgr. Roelenspark dat publiek toegankelijk en een groen baken is midden het centrum.
- het kasteel van Ardooie; met provinciaal domein 't Veld.
- een brouwerijcomplex uit de 19e eeuw, het herenhuis Vanden Bussche, de private voormalige brouwerswoning op het marktplein. Deze patriciërswoning met voorgevel dateert uit 1889 en is beschermd. De brouwzalen zijn deels afgebroken, deels verbouwd tot lofts. Een eetzaal van de gemeenteschool is er in ondergebracht. Deze zijn niet in hun originele staat.
- de Rysselendemolen, gebouwd in 1855.
- De Onze-Lieve-Vrouw-Onbevlekt-Ontvangenkerk op Tasse, een amfitheatervormige kerk met losstaande gietijzeren 20 m hoge klokkentoren. Deze kerk is ontworpen door de architecten Lucien Lattrez uit Ardooie en E. Eggermont uit Gent. In de kerk staat een Haïtiaans beeldhouwwerk van André Dimanche uit Port-au-Prince. Deze kerk werd op 15 augustus 2014 officieel ontwijd en zou verder na de nodige bouwtechnische aanpassingen als cultureel centrum fungeren. Op 5 augustus 2015 is dit gebouw volledig vernield door een hevige brand.
- Grot van de Gapaard in de Gapaardstraat. Deze Mariagrot is opgericht in 1924 door mevr. Dupont-Van Coquelaere, en is een verkleinde uitvoering van de grot van Onze-Lieve-Vrouw te Lourdes.
- Het oud gemeentehuis. Werd in 1925-26 door architect Jeroom Deboutte uit Ardooie ontworpen. Doet nog steeds dienst als OCMW-Sociaal huis.

### Erfgoed
- Lijst van onroerend erfgoed in Ardooie

## Natuur en landschap
Ardooie ligt op een uitloper van het Plateau van Tielt, in Zandlemig Vlaanderen, op een hoogte van ongeveer 25 meter. De hoogte varieert van 16 tot 40 meter. Het hoogste punt is de Doornberg. De Roobeek stroomt langs en door de kom van Ardooie. Deze stroomt in zuidelijke richting en mondt uit in de Mandel. Er liggen een aantal woeste gronden (velden) op het grondgebied van Ardooie. Een deel hiervan werd in de 19e eeuw beplant met naaldhout. Daarvan is het provinciaal domein 't Veld nog een overblijfsel.

## Demografie

### Demografische ontwikkeling voor de fusie
- Bron:NIS - Opm:1831 t/m 1970=volkstellingen op 31 december; 1976= inwoneraantal per 31 december

### Demografische ontwikkeling van de fusiegemeente
Alle historische gegevens hebben betrekking op de huidige gemeente, inclusief deelgemeenten, zoals ontstaan na de fusie van 1 januari 1977.
- Bronnen:NIS, Opm:1831 tot en met 1981=volkstellingen; 1990 en later= inwonertal op 1 januari

| Inwoners van jaar tot jaar op 1 januari 1992 tot heden | Inwoners van jaar tot jaar op 1 januari 1992 tot heden | Inwoners van jaar tot jaar op 1 januari 1992 tot heden |
| jaar                                                   | Aantal                                                 | Evolutie: 1992=index 100                               |
| ------------------------------------------------------ | ------------------------------------------------------ | ------------------------------------------------------ |
| 1992                                                   | 9.674                                                  | 100,0                                                  |
| 1993                                                   | 9.730                                                  | 100,6                                                  |
| 1994                                                   | 9.734                                                  | 100,6                                                  |
| 1995                                                   | 9.732                                                  | 100,6                                                  |
| 1996                                                   | 9.635                                                  | 99,6                                                   |
| 1997                                                   | 9.640                                                  | 99,6                                                   |
| 1998                                                   | 9.622                                                  | 99,5                                                   |
| 1999                                                   | 9.511                                                  | 98,3                                                   |
| 2000                                                   | 9.508                                                  | 98,3                                                   |
| 2001                                                   | 9.396                                                  | 97,1                                                   |
| 2002                                                   | 9.336                                                  | 96,5                                                   |
| 2003                                                   | 9.278                                                  | 95,9                                                   |
| 2004                                                   | 9.254                                                  | 95,7                                                   |
| 2005                                                   | 9.168                                                  | 94,8                                                   |
| 2006                                                   | 9.147                                                  | 94,6                                                   |
| 2007                                                   | 9.111                                                  | 94,2                                                   |
| 2008                                                   | 9.080                                                  | 93,9                                                   |
| 2009                                                   | 9.081                                                  | 93,9                                                   |
| 2010                                                   | 9.053                                                  | 93,6                                                   |
| 2011                                                   | 9.060                                                  | 93,7                                                   |
| 2012                                                   | 9.088                                                  | 93,9                                                   |
| 2013                                                   | 9.075                                                  | 93,8                                                   |
| 2014                                                   | 9.094                                                  | 94,0                                                   |
| 2015                                                   | 9.067                                                  | 93,7                                                   |
| 2016                                                   | 9.053                                                  | 93,6                                                   |
| 2017                                                   | 9.030                                                  | 93,3                                                   |
| 2018                                                   | 8.988                                                  | 92,9                                                   |
| 2019                                                   | 9.056                                                  | 93,6                                                   |
| 2020                                                   | 9.077                                                  | 93,8                                                   |
| 2021                                                   | 9.151                                                  | 94,6                                                   |
| 2022                                                   | 9.195                                                  | 95,0                                                   |
| 2023                                                   | 9.338                                                  | 96,5                                                   |
| 2024                                                   | 9.355                                                  | 96,7                                                   |
| 2025                                                   | 9.514                                                  | 98,3                                                   |

## Verkeer en vervoer
- De autosnelweg A17/E403 loopt in het westen van de gemeente en heeft twee afritten, een voor Ardooie zelf (afrit 8) en een voor de deelgemeente Koolskamp (afrit 9) die zich weliswaar op grondgebied Lichtervelde bevindt. Parallel, ten oosten van de dorpskern, loopt de steenweg Brugge-Kortrijk (N50).
- Ardooie wordt van Koolskamp gescheiden door de spoorlijn Gent - De Panne. Tot midden de jaren 80 had Ardooie nog twee NMBS-stations: één in het noorden van de dorpskern en één op de wijk "De Kortekeer".

## Economie
Ardooie is een industrieel dorp, waar een aantal grote diepvriesgroentebedrijven, o.a. Ardo (vestigingen in Ardooie en Koolskamp), Dicogel-Begro, D'Arta en Homifreez gevestigd zijn.
Ook Planquette (kalfsvlees), Bobrush (borstels en toebehoren), OVA (industriële voertuigen), Sioen Industries (veiligheids- en regenkledij), Debruyne (Vlas), Metafox (meubelen), Louage en Wisselinck (ROB schuifdeurbeslag en conveyors), Voeders Callewaert (dierenvoeders), Afschrift (industriële elektriciteit en automatisering) en Calsa en Demargro (groothandel verse groenten en fruit) hebben er hun hoofdzetel.
Het dorp won in 2002 en 2005 de prijs voor de beste zakengemeente van België van het tijdschrift Trends.

## Onderwijs
- De gemeente telde tot 30 juni 2007 drie vrije (De Boomgaard, De Horizon-De Tassche & Sint-Antonius), twee gemeentelijke (Ardooie & Koolskamp), één secundaire school (Inst. H. Kindsheid) en daarnaast een school voor kinderen met leermoeilijkheden type 2 ("De Hagewinde Roeselare afd. De Tassche"). Intussen werd er een wijziging voorzien voor het gemeentelijk onderwijs: wegens een daling van het geboortecijfer en de stijgende populariteit van de Koolskampse vrije school werd de gemeenteschool in Koolskamp opgedoekt en maakten de resterende leerlingen de overstap naar de hoofdafdeling in Ardooie. Hiermee telt Ardooie sinds 1 september 2007 nog maar één gemeentelijke school. Een naamsverandering werd doorgevoerd, waarna de gemeenteschool sedert september 2010 doorgaat als basisschool "De Zonnebloem". Ook vanaf 2007 verhuisde "De Hagewinde" (afdeling De Tassche) naar "De Zilten" in Roeselare.
- Sinds een aantal jaar is in de voormalige Broederschool een filiaal van de Stedelijke Academie voor Muziek en Woord (SAMW) van Izegem ondergebracht. Er is ook een kinderopvang ('t Filoetje) in gevestigd.

## Politiek

### Structuur
| Ardooie          | Ardooie          | Supranationaal         | Nationaal                         | Nationaal                         | Gemeenschap               | Gewest                    | Provincie                 | Arrondissement  | Provinciedistrict | Kanton          | Gemeente        |
| ---------------- | ---------------- | ---------------------- | --------------------------------- | --------------------------------- | ------------------------- | ------------------------- | ------------------------- | --------------- | ----------------- | --------------- | --------------- |
| Administratief   | Niveau           | Europese Unie          | België                            | België                            | Vlaanderen                | Vlaanderen                | West-Vlaanderen           | Tielt           | Tielt             | Tielt           | Ardooie         |
| Administratief   | Bestuur          | Europese Commissie     | Belgische regering                | Belgische regering                | Vlaamse regering          | Vlaamse regering          | Deputatie                 | Deputatie       | Deputatie         | Deputatie       | Gemeentebestuur |
| Administratief   | Raad             | Europees Parlement     | Kamer van volksvertegenwoordigers | Kamer van volksvertegenwoordigers | Vlaams Parlement          | Vlaams Parlement          | Provincieraad             | Provincieraad   | Provincieraad     | Provincieraad   | Gemeenteraad    |
| Kiesomschrijving | Kiesomschrijving | Nederlands Kiescollege | Kieskring West-Vlaanderen         | Kieskring West-Vlaanderen         | Kieskring West-Vlaanderen | Kieskring West-Vlaanderen | Kieskring West-Vlaanderen | Roeselare-Tielt | Tielt             | Tielt           | Ardooie         |
| Verkiezing       | Verkiezing       | Europese               | Federale                          | Federale                          | Vlaamse                   | Vlaamse                   | Provincieraads-           | Provincieraads- | Provincieraads-   | Provincieraads- | Gemeenteraads-  |

### Politieke geschiedenis

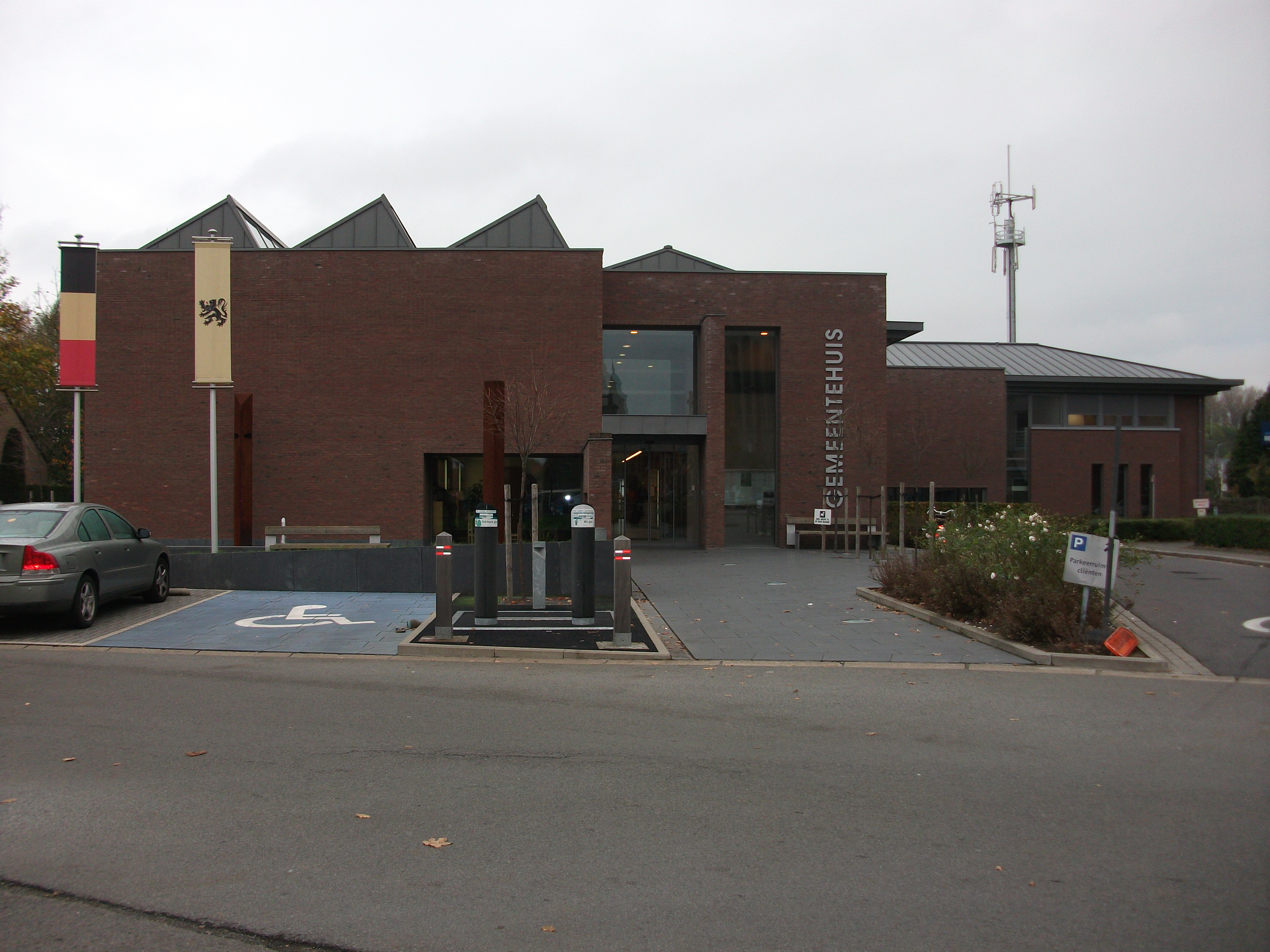
(Nieuw) gemeentehuis, in gebruik sinds oktober 2004, huisvest eveneens de lokale politie

- Ardooie werd tot 1988 bestuurd door een katholieke meerderheid. Sindsdien door de plaatselijke partij Groep 82 (in 1989-1994 nog met SP), die bij de gemeenteraadsverkiezingen van 2000, 2006 en die van 2012 2/3 van de zetels binnenhaalde.
- Op 1 januari 1989 werd de liberaal Karlos Callens (ook Vlaams volksvertegenwoordiger tot en met de verkiezingen in 2013) burgemeester van Ardooie.
- Begin 2011 werd in Ardooie een N-VA-afdeling opgericht, die in 2012 opkwam bij de gemeenteraadsverkiezingen en twee zetels haalde in de gemeenteraad. Zes jaar later trok de partij opnieuw naar de gemeenteraadsverkiezingen met een onvolledige lijst. N-VA Ardooie hoopte op een verdubbeling van het aantal zetels in de gemeenteraad maar verloor beide zetels.
- Voor de gemeenteraadsverkiezingen van 2012 werd de nieuwe partij Samenplus opgericht, ondersteund door de toenmalige oppositie (CD&V en sp.a), waarbij ook leden van de partij Groen en onafhankelijke kandidaten zich aansloten. In 2018 kwam Samenplus voor de tweede keer op bij de gemeenteraadsverkiezingen en behaalde 4 van de 19 zetels. Hierdoor bleef de partij in de oppositie. In februari 2022 kondigde CD&V aan met een eigen lijst bij de volgende gemeenteraadsverkiezingen op te komen. Vooruit, groen en andere onafhankelijken bleven geloven in de eenheid en duurzaamheid en het toekomstgericht aspect van de partij Samenplus.
- In het voorjaar van 2023 maakte CD&V bekend dat ze onder de naam STROOM de gemeenteraadsverkiezingen van 2023 tegemoet komen. via een persbericht en lokale voorstelling werd de missie/visie voorgesteld voor de bevolking van Ardooie.
- Groen vooruit en andere onafhankelijken kozen ervoor om de naam Samenplus te behouden om in 2024 naar de kiezer te stappen.
- Burgemeester voor de periode 2018-2024 bleef de liberaal Karlos Callens van Groep 82. Deze partij heeft de meerderheid met 15 op 19 zetels. Na een intern conflict binnen Groep 82 aan het begin van de legislatuur kwam de partij terug op 14 zetels.
- Naar aanleiding van het dalende inwonersaantal waren er vanaf 2019 maar 19 zetels meer te verdelen in plaats van 21. Na de gemeenteraadsverkiezingen verstevigde de meerderheid haar aandeel tot 15 zetels.
- Na een intern conflict aan het begin van de legislatuur binnen de partij kwam Groep 82 op 14 zetels terug, nadat een gemeenteraadslid zich onafhankelijk had verklaard. Dit gemeenteraadslid kreeg in de nieuwe legislatuur geen nieuwe benoeming als schepen, waardoor eind december 2018 een politieke bom gedropt werd in de politieke structuur van Ardooie. Hierdoor kwam de totale oppositie weer op 5 zetels binnen de legislatuur 2019-2024: 4 zetels Samenplus+ 1 onafhankelijk raadslid. Bij dit interne conflict werd er door de volledige oppositie (inclusief Samenplus ) naar de raad van verkiezingsbetwisting gestapt, die uiteindelijk alle beschuldigingen verwierp in het voordeel van Groep 82. Door de  voltallige oppositie werd de geldigheid voor de benoeming van de gemeenteraadsvoorzitter en de voorzitter van het bijzonder comité van de sociale dienst in twijfel getrokken. Deze zinderde de eerste bestuursjaren serieus door tijdens de maandelijkse gemeenteraadsvergaderingen.
- In de legislatuur 2019-2024 werd in Ardooie een nieuwe partij opgericht, namelijk Vlaams Belang Ardooie, die ook bij de volgende gemeenteraadsverkiezingen met een eigen lijst wil opkomen.

Karlos Callens overleed eind 2023. Het burgemeesterschap werd overgedragen aan tweede schepen Veronique Buyck binnen groep 82.

#### Legislatuur 2025-2030
Bij de verkiezingen van 13 oktober 2024 voor de legislatuur 2025-2030 voegde onafhankelijk raadslid Chantal Vande Vyvere zich bij de partij STROOM en werd hiervan de lijsttrekker. De partij wist een sterke lijst van 21 kandidaten voor te leggen aan de kiezer. 
Het vernieuwde Samenplus trok met een onvolledige lijst van 19 kandidaten naar de kiezer, met opnieuw Kimara Goethals als lijsttrekker. Bij de vorige 2 legislaturen behaalden ze in de eerste legislatuur 6 zetels en in de 2de legislatuur  4 zetels. Toen nog met het voormalige CD&V erbij.
Groep 82 legde voor deze verkiezingen ook een volledige sterke lijst met 21 kandidaten voor. Veronique Buyck die na het overlijden van Karlos Callens werd aangeduid als burgemeester binnen groep 82 trok de lijst terug.
Vlaams belang trok met 11 kandidaten naar de kiezer, Vincent Vanhecke werd lijsttrekker. Hij zette bij de Vlaamse verkiezingen van juni 2024 een uitstekende score neer.
Uitslag verkiezingen 13 oktober 2024.
Groep 82 wist 16 van de 21 zetels binnen te halen. Veronique Buyck was het stemmenkanon, met meer dan 2500 voorkeurstemmen. 
DE nieuwe partijstroom haalde 3 van de 21 zetels binnen, onder leiding van lijsttrekker/voormalig schepen van groep 82 van de vyvere Chantal, die echter een pak stemmen verloor in vergelijking met de vorige legislatuur. Chantal gooide de handdoek in de ring, en besliste om haar mandaat niet op te nemen.
Vlaams belang behaalde bij zijn eerste opkomst deze verkiezingen 1 zetel van de 21.  
Samenplus werd de grote verliezer van de verkiezingen en verloor 3 zetels, hielden slechts 1 zetel over voor de komende legislatuur. Goethals Kimara was de enige verkozen van de partij. Veerle Dejaeghere die 2 legislaturen zetelde voor samenplus geraakte deze keer niet verkozen, en moest noodgedwongen de gemeenteraad verlaten. 

### Burgemeesters van Ardooie
| Naam                       | Leven     | Bestuurperiode | Duur mandaat | leeftijd bij aanvang mandaat |
| -------------------------- | --------- | -------------- | ------------ | ---------------------------- |
| Jan-Baptist Van Coquelaere |           | 1830-1837      | 7            |                              |
| Louis Beeckman             |           | 1837-1854      | 17           |                              |
| Victor Van den Bussche     | 1824-1887 | 1854-1887      | 33           | 30                           |
| Cyriel Van den Bussche     | 1853-1930 | 1887-1921      | 34           | 34                           |
| . . . .                    |           |                |              |                              |
| Marcel Sercu               | 1902-1993 | 1947-1970      | 23           | 45                           |
| Leon Maeseele*             | 1922-1987 | 1971-1987      | 16           | 49                           |
| Roger Dewitte              | 1928-2016 | 1987-1988      | 1            | 59                           |
| Karlos Callens             | 1947-2023 | 1989-2023      | 34           | 41                           |
| Véronique Buyck            | 1985      | 2023-          | 0+           | 38                           |

* 1986-1987: dienstdoend burgemeester Pierre Nollet

### Resultaten gemeenteraadsverkiezingen sinds 1976
| Partij               | Partij                               | 10-10-1976 | 10-10-1976 | 10-10-1982 | 10-10-1982 | 9-10-1988 | 9-10-1988 | 9-10-1994 | 9-10-1994 | 8-10-2000 | 8-10-2000 | 8-10-2006 | 8-10-2006 | 14-10-2012 | 14-10-2012 | 14-10-2018 | 14-10-2018 | 13-10-2024 | 13-10-2024 |
| Stemmen / Zetels     | Stemmen / Zetels                     | %          | 21         | %          | 21         | %         | 21        | %         | 21        | %         | 21        | %         | 21        | %          | 21         | %          | 19         | %          | 21         |
| -------------------- | ------------------------------------ | ---------- | ---------- | ---------- | ---------- | --------- | --------- | --------- | --------- | --------- | --------- | --------- | --------- | ---------- | ---------- | ---------- | ---------- | ---------- | ---------- |
|                      | CVP1/ CD&V2/ SamenplusA/ STROOM3     | 58,861     | 13         | 54,71      | 13         | 45,441    | 10        | 29,551    | 6         | 28,541    | 6         | 31,12     | 6         | 24,76A     | 5          | 24,80A     | 4          | 18,63      | 3          |
|                      | SP1/ SOKA2/ sp.a-Spirit3/ SamenplusA | -          |            | 11,181     | 1          | 12,721    | 2         | 13,211    | 2         | 11,222    | 1         | 9,763     | 1         | 24,76A     | 5          | 24,80A     | 4          | 8,2A       | 1          |
|                      | GR.TW.1/ GR 822/ Groep 823           | -          |            | 34,121     | 7          | 41,842    | 9         | 57,251    | 13        | 60,251    | 14        | 59,143    | 14        | 63,333     | 14         | 67,23      | 15         | 65,53      | 16         |
|                      | N-VA                                 | -          |            | -          |            | -         |           | -         |           | -         |           | -         |           | 11,9       | 2          | 8,1        | 0          | -          |            |
|                      | VB                                   | -          |            | -          |            | -         |           | -         |           | -         |           | -         |           | -          |            | -          |            | 7,8        | 1          |
|                      | Inspraak76                           | 41,14      | 8          | -          |            | -         |           | -         |           | -         |           | -         |           | -          |            | -          |            | -          |            |
| Totaal stemmen       | Totaal stemmen                       | 6525       | 6525       | 6821       | 6821       | 6964      | 6964      | 7116      | 7116      | 7020      | 7020      | 7030      | 7030      | 6510       | 6510       | 6476       | 6476       | 4870       | 4870       |
| Opkomst %            | Opkomst %                            |            |            |            |            | 96,8      | 96,8      | 95,45     | 95,45     | 95,12     | 95,12     | 95,71     | 95,71     | 94,14      | 94,14      | 94,40      | 94,40      | 67,4       | 67,4       |
| Blanco en ongeldig % | Blanco en ongeldig %                 | 3,14       | 3,14       | 5,2        | 5,2        | 4,06      | 4,06      | 5,4       | 5,4       | 6,01      | 6,01      | 4,95      | 4,95      | 4,25       | 4,25       | 4,20       | 4,20       | 1,3        | 1,3        |

De rode cijfers naast de gegevens duiden aan onder welke naam de partijen telkens bij een verkiezing opkwamen.
De zetels van de gevormde meerderheid staan vetjes afgedrukt. De grootste partij staat in kleur.

### Resultaten Provincieraads-, Vlaamse, Federale en Europese verkiezingen Ardooie

#### Provincieraadsverkiezingen 2018
- Ardooie maakt deel uit van het Provinciedistrict Kortrijk-Roeselare-Tielt.
- Veronique Buyck (Open Vld), Veerle Dejaeghere (Groen) en Hilde Vanheulebroucke (N-VA) stonden op de lijst van dit provinciedistrict. Hierdoor konden inwoners van alle gemeenten binnen dit district op een van deze drie stemmen.

## Cultuur
Zowel Ardooie, als de deelgemeente Koolskamp hebben hun eigen Muziekmaatschappij die ook dezelfde naam dragen. In Ardooie is dit de Kon. Muziekmaatschappij St. Cecilia Ardooie. In Koolskamp is dit de Kon. Muziekmaatschappij St. Cecilia Koolskamp, gesticht in 1946.

### Veldroute
Ardooie heeft ook een eigen fietsroute, namelijk de veldroute die start op het marktplein en loopt door de typische vlakke en uitgestrekte West-Vlaamse velden. Langs de route ligt onder andere de Rysselendemolen, het 18e-eeuws kasteel en Koolskamp. De route heeft een lengte van 36 kilometer en loopt bijna volledig in Ardooie.

## Evenementen
- Parkconcerten in augustus en allerhande openluchtevenementen.
- Cyclocross in oktober
- Sint-Maartensstoet: Jaarlijks wederkerend volksfeest van Sint-Maarten in november
- Het jaarlijkse "Kampioenschap van Vlaanderen" Wielrennen in Koolskamp

## Bekende (ex-)inwoners
- Pieter Cauwe (1637-1719), schrijver
- Victor Roelens (1858-1947), Witte Pater, Bisschop Opper-Congo
- Henri Boncquet (1868-1908), beeldhouwer
- Delfien van Haute (1869-1944), priester, componist, schrijver
- Cyriel Verschaeve (1874-1949), priester, Vlaams voorman, dichter en prozaschrijver, beeldhouwer
- José de Mûelenaere (1914-2002), priester-leraar, Guido Gezellekenner
- Lucien Van Acker (1928-2025), historicus
- Roland Storme (1934-2022), voetballer
- Karlos Callens (1947-2023), politicus
- Marc Degryse (1965), voetballer (ereburger)
- Günther Lesage (1967), acteur
- Friedl' Lesage (1970), radio- en televisiepresentatrice
- Mathias Sercu (1970), acteur
- Jan Van Hecke (1970), acteur
- Veerle Dejaeghere (1973), atleet en politicus
- Laura Lynn (1976), zangeres
- Greet Samyn (1978), radiopresentator
- Dennis Cartier (1989), diskjockey
- Michèle Cuvelier (1992), radiopresentatrice

In november 2008 heeft de gemeente ook een eigen Star Walk laten aanleggen voor de ereburgers. Momenteel liggen er vijf sterren, namelijk die van marathonloper Filip Vanhaecke, Laura Lynn, Veerle Dejaeghere, Marc Degryse en Mathias Sercu.

## Nabijgelegen kernen
Pittem, Koolskamp, Kachtem, Emelgem, Tasse